# Suki Waterhouse
Pour les articles homonymes, voir Waterhouse.
Alice Suki Waterhouse dite Suki Waterhouse, née le 5 janvier 1992 à Londres dans le quartier de Hammersmith (Royaume-Uni), est une auteure-compositrice-interprète, actrice et mannequin britannique.
Ancienne égérie de Burberry et Superga, elle a joué dans le film Love, Rosie avec, entre autres, Lily Collins et Sam Claflin. Elle a aussi une carrière principale de chanteuse depuis 2016.

## Biographie

### Enfance
Suki Waterhouse est élevée dans l'ouest de Londres par une mère infirmière spécialisée en soins du cancer et un père chirurgien esthétique, également copropriétaire de la Waterhouse Young Clinic. Elle a deux jeunes sœurs, dont l'une, Imogen Waterhouse, est aussi mannequin et actrice, et un frère. Ceinture violette de karaté, elle a arrêté la pratique de ce sport après avoir cassé le nez d'un adversaire. À l'âge de seize ans, elle est remarquée par un agent dans un bar. Elle décide d'interrompre ses études afin de se consacrer au mannequinat.

### Carrière
En 2010, elle joue Lourdes dans la série Material Girl.
En 2011, elle pose pour le catalogue Marks & Spencer[réf. souhaitée].
En 2012, elle apparaît dans un court métrage, Rachael, où elle a le rôle éponyme, et dans le film Pusher dans lequel elle joue Mandy, aux côtés d'Agyness Deyn. Elle fait la publicité de Pepe Jeans et Asos.com. Elle pose dans des éditoriaux de Velour, Stylist UK, InStyle UK et Vogue Japan.
En février 2013, elle est choisie par le site internet du Vogue anglais pour présenter chaque jour la tenue qu'elle porte. La même année, elle pose pour H&M, Sass & bide et Forever 21,, et est le cinquième jour du calendrier de l'avent du magazine Love. Elle est aussi en première page du magazine Tatler.
Elle participe à une exposition organisée par son agence, NEXT Model Management, qui affiche ses photographies, ainsi que celles des mannequins Imogen Morris Clarke et Reggie Yates.
Depuis 2013, elle fait partie des égéries de Burberry, marque pour laquelle elle a participé à son premier défilé en 2014, lors de la semaine des défilés à Londres,. Elle prête également son visage à leur parfum Brit Rythm, et a posé pour leur collection d'automne aux côtés de Cara Delevingne et Malaika Firth.

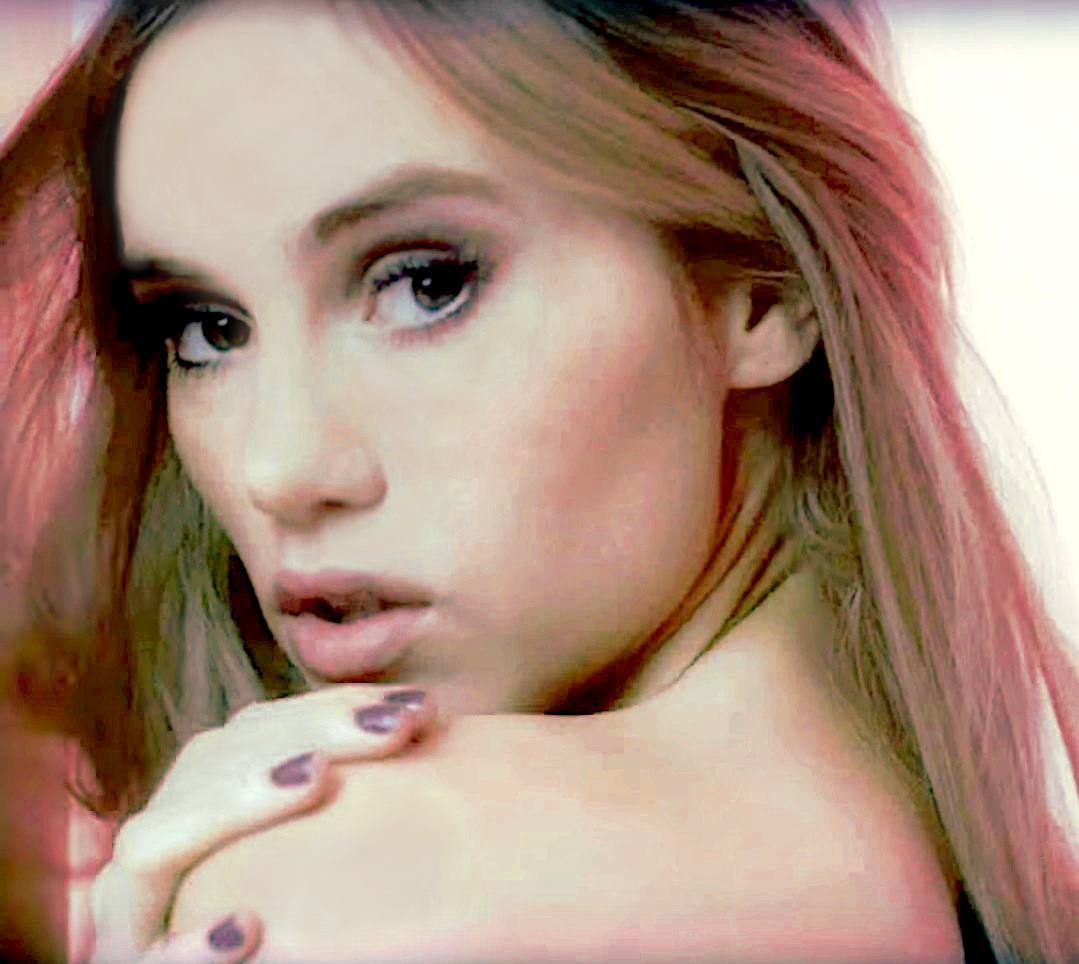
Suki Waterhouse pour le magazine Love.

Toujours en 2014, elle est l'égérie publicitaire des marques de chaussures Superga, et Ugg,. La même année, elle fait la couverture des magazines Elle UK, S Moda for El País, Rollacoaster, Grazia et L'Officiel (Paris et Singapore) et apparaît dans des éditoriaux de Vanity Fair, Vogue Korea et Vogue China.
Elle est par ailleurs élue « Mannequin de l'année » par le magazine Elle dans son édition anglaise.
Elle interprète son premier grand rôle dans le film Love, Rosie, en 2014.
En 2015, elle incarne Marlene dans Insurgent de Robert Schwentke.
En 2016, elle joue le rôle d'Arlene dans The Bad Batch d'Ana Lily Amirpour aux côtés des acteurs Jason Momoa, Keanu Reeves ou encore Jim Carrey.
En 2017, elle interprète Cécily d'York dans la série The White Princess. Un an plus tard, elle obtient le rôle de Sheila dans le thriller Burn, sorti en 2019.
En 2023, elle joue dans la mini-série américaine Daisy Jones and The Six diffusée sur Prime Video.
Le 20 juin 2024, Suki Waterhouse annonce la sortie de son deuxième album intitulé Memoir of a Sparklemuffin pour le 13 septembre 2024. L'album est composé de dix-huit titres dont le single Supersad qui sort le même jour que l'annonce de l'album.

### Vie privée
En 2011, elle a une relation avec Luke Pritchard, leader du groupe The Kooks, puis avec Miles Kane du groupe The Last Shadow Puppets de 2012 à 2013.
Elle a fréquenté l'acteur américain Bradley Cooper de 2013 à 2015,.
Elle a partagé la vie de l'acteur mexicain Diego Luna.
Depuis juillet 2018, elle est en couple avec l'acteur anglais Robert Pattinson. En novembre 2023, elle annonce attendre un enfant lors du festival Corona Capital à Mexico.
En mars 2024, elle donne naissance à une fille.

## Discographie

### Albums studio
- 2022 : I Can't Let Go
- 2024 : Memoir of a Sparklemuffin

### Singles
- Brutally (2016)
- Good Looking (2017) – No. 92 UK[30]
- Valentine (2018)
- Coolest Place in the World (2019)
- Johanna (2019)
- My Mind (2021)
- Moves (2021)
- Melrose Meltdown (2022)
- Devil I Know (2022)
- Wild Side (2022)
- To Love (2023)

## Filmographie

### Cinéma

#### Longs métrages
- 2012 : Pusher de Luis Prieto : Mandy
- 2014 : Love, Rosie de Christian Ditter : Bethany Williams
- 2015 : Divergente 2 : L'Insurrection (Insurgent) de Robert Schwentke : Marlene
- 2016 : Orgueil et Préjugés et Zombies (Pride and Prejudices and Zombies) de Burr Steers : Kitty Bennet
- 2016 : Absolutely Fabulous, le film (Absolutely Fabulous: The Movie) de Mandie Fletcher : elle-même
- 2017 : The Bad Batch d'Ana Lily Amirpour : Arlen
- 2017 : The Girl Who Invented Kissing de Tom Sierchio : la fille
- 2018 : Future World de James Franco et Bruce Thierry Chung : Ash
- 2018 : Billionaire Boys Club de James Cox : Quintana Bisset
- 2018 : Assassination Nation de Sam Levinson : Sarah
- 2018 : Jonathan de Bill Oliver : Elena
- 2018 : Charlie Says de Mary Harron : Mary Brunner
- 2019 : Carte Blanche d'Eva Vik : Lulu (court-métrage)
- 2019 : Pokémon : Détective Pikachu de Rob Letterman : Ms. Norman / Ditto
- 2019 : Burn de Mike Gan : Shelia
- 2019 : Bittersweet Symphony (en) de Jamie Adams : Iris Evans
- 2019 : Killers Anonymous de Martin Owen : Violet
- 2019 : Un jour de pluie à New York (A Rainy Day in New York) de Woody Allen
- 2020 : Miss Révolution (Misbehaviour) de Philippa Lowthorpe
- 2021 : Creation Stories de Nick Moran : Jemma
- 2021 : Seance : Camille Meadows
- 2022 : Dalíland de Mary Harron : Ginesta

#### Courts métrages
- 2012 : Rachael de Rankin : Rachael
- 2016 : Sound of Sun d'Eva Vik : une femme

### Télévision
- 2010 : Material Girl (en) : Lourdes
- 2017 : The White Princess : Cécile d'York
- 2019 : Into the Dark : Alexis
- 2023 : Daisy Jones and The Six : Karen Sirko